# Joseph Ludwig Raabe
Joseph Ludwig Raabe, conocido también como Josef Rabe (n. 15 de mayo de 1801 Brody, Galitzia - 22 de enero de 1859 Zürich, Suiza), fue un profesor y matemático suizo del siglo XIX. Históricamente, es reconocido por haber enunciado el criterio de convergencia de las sucesiones infinitas, posterior al enunciado por Jean le Rond d'Alembert en el siglo XVIII y por haber enunciado la integral de la función gamma. Asimismo, publicó varios documentos, entre los que se destacan Die Jacob Bernoullische Function (La función Jacobi-Bernoulliana) de 1848 y Züruckrechnung Einig Summen und auf die bestimmten Integrale Jakob Bernoullische Function (Recálculo de sumas en integrales definidas por la Función Jacobi-Bernoulliana) de 1851.

## Biografía

### Primeros años
La historia de Joseph Raabe se compara en diferentes aspectos con las de su antecesor D'Alembert ya que, al igual que él, tuvo una infancia complicada debido a la grave situación de pobreza que sumía a sus padres, siéndole imposible recibir una educación de calidad como la de un niño de clase media de su época. Sin embargo, decidido a conocer sobre el mundo de las matemáticas, fue que decidió instruirse por su cuenta, llegando inclusive a dictar clases como tutor privado. A la vez, dentro de su labor como enseñante, también se tomaba su tiempo para el aprendizaje de nuevos conceptos que más tarde volcaría hacia sus alumnos.

### Sus primeras letras
Cuando cumplió sus 19 años, Raabe había conseguido alcanzar una buena base económica gracias a sus tutorados, lo que lo animó a viajar a Viena para comenzar a instruirse en el Colegio Politécnico de Austria, donde comenzaría a darle mejor forma a su carrera como matemático, a la vez de seguir brindando tutorías para poder costear sus estudios. Ya en Viena, conocería y entablaría amistad con el astrónomo Joseph Johann von Littrow (1781-1840), quien lo animó a presentar sus primeros trabajos en la Journal für die reine und angewandte Mathematik (Diario de Matemáticas Puras y Aplicadas), de August Crelle y que comenzaba a publicarse desde 1826. Fue así que en la primera publicación de este libro, Littrow ocupó la tercera parte del mismo, mientras que Raabe publicaría sus primeros números en la cuarta parte del mismo libro. Si bien en el libro la publicación aparece firmada por "L. Rabe" de Viena, no hay dudas de que es una publicación de su autoría, ya que en varios pasajes de sus publicaciones se hacía conocer como "Rabe" en lugar de "Raabe". En la segunda edición de este libro, lanzada en 1827, Raabe realiza cinco exposiciones a las que en esta oportunidad ya no firma como "L. Rabe", sino como "Joseph L. Raabe".
En 1829, una pandemia de cólera iniciada en Moscú comenzó a invadir diferentes ciudades de Europa, cayendo entre ellas la ciudad de Viena. Fue por tal motivo que en el otoño de 1831, Raabe decidió emigrar hacia otros destinos para continuar con su formación profesional. Si bien, su intención primeramente fue la de ir a Münich, uno de sus amigos, el astrónomo Johannes Eschmann (1808-1852), lo terminó convenciendo de que continúe desarrollando su carrera en Zürich. Fue así que su destino finalmente estuvo en la ciudad suiza, donde conseguiría finalmente graduarse en el año 1833.

### El criterio de convergencia de Raabe
Al año siguiente, Raabe enunciaría por primera vez el criterio matemático por el cual se hizo conocido, el cual no era más que una extensión del Criterio del cociente para una sucesión infinita, emitido por Jean le Rond d'Alembert en el siglo XVIII. El llamado "Criterio de Raabe" dice lo siguiente:

""Sea una serie {\displaystyle \sum _{k=1}^{\infty }a_{k}}, tal que {\displaystyle a_{k}>0} (serie de términos positivos). Si existe el límite
{\displaystyle \lim _{k\rightarrow \infty }k\left(1-{\frac {a_{k+1}}{a_{k}}}\right)=L}, siendo {\displaystyle L\,\in \,(-\infty ,+\infty )}
entonces, si {\displaystyle L>1} la serie es convergente y si {\displaystyle L<1} la serie es divergente."
Joseph Ludwig Raabe.

La primera aparición del "Criterio de Raabe" tuvo lugar en el Volumen 11 del Diario de Crelle, y fue titulado como Theorie der zur Convergenz und der Divergenz Reihen (Teoría de la convergencia y divergencia de series). Cabe destacar que esta fue la tercera publicación efectuada por Raabe en este Diario, ya que entre 1827 y 1834 no había vuelto a publicar ningún enunciado. Sin embargo, publicó una obra de manera independiente, titulada Uber Reihen, deren wiederkehren Differenzenreihen (Sobre Series y Rediferenciado de Series) y que fuera publicada en el año 1829.

### Primeras publicaciones
En 1836, fue nombrado profesor de matemáticas en la Universidad de Zürich, sin embargo no se le dio la titularidad. A pesar de ser profesor suplente, continuaría con sus investigaciones, a la par de su compañero y amigo, el docente privado Karl Heinrich Gräffe, con quien realizaría aportes muy significativos a las matemáticas, entre ellos, el trabajo de Raabe sobre los polinomios de Bernoulli.
A la par de sus investigaciones, en 1848 y 1851 Raabe realizó dos grandes publicaciones: la primera fue un documento de 52 páginas denominado Die Jacob Bernoullische Function (La función Jacobi-Bernoulliana), mientras que la segunda fue un documento menos extenso (30 páginas) denominado Züruckrechnung Einig Summen und auf die bestimmten Integrale Jakob Bernoullische Function (Recálculo de sumas en integrales definidas por la Función Jacobi-Bernoulliana). Entre sus publicaciones también hay que mencionar tres volúmenes de differential-und Integralrechnung (Cálculo de diferencial e integral), publicados entre 1839 y 1847 y dos volúmenes de Mathematischer Mittheilungen (Sistemas matemáticos de operaciones múltiples) en 1847 y 1848. Por último, en 1853, presentó 'Fue der ist Gegenstand der Mathematik? (¿Cual es el propósito de las matemáticas?)

### Últimos años
En 1855, fue creada la Eidgenössische Polytechnische Schule (Escuela Politécnica Federal de Suiza) y Raabe fue nombrado profesor titular de matemáticas en esta casa de estudios. Sin embargo, poco fue lo que pudo ejercer este cargo, ya que en 1858 resolvió retirarse, debido a una enfermedad que terminaría provocándole la muerte en enero de 1859, a los 57 años de edad.

## Publicaciones
- Uber Reihen, deren wiederkehren Differenzenreihen (Sobre Series y Rediferenciado de Series) - 1829.
- Differential-und Integralrechnung (Cálculo de diferencial e integral), 3 volúmenes - 1839-1847
- Mathematischer Mittheilungen (Sistemas matemáticos de operaciones múltiples), 2 volúmenes - 1847-1848
- Die Jacob Bernoullische Function (La función Jacobi-Bernoulliana) - 1848
- Züruckrechnung Einig Summen und auf die bestimmten Integrale Jakob Bernoullische Function (Recálculo de sumas en integrales definidas por la Función Jacobi-Bernoulliana) - 1851.
- Fue der ist Gegenstand der Mathematik? (¿Cuál es el propósito de las matemáticas?) - 1853